# Брембате-ди-Сопра
Бремба́те-ди-Со́пра (итал. Brembate di Sopra) — коммуна в Италии, находится в регионе Ломбардия, подчиняется административному центру Бергамо.
Население составляет 7100 человек, плотность населения составляет 1684 чел./км². Занимает площадь 4 км². Почтовый индекс — 24030. Телефонный код — 035.
В коммуне 15 августа особо празднуется Успение Пресвятой Богородицы.

## Города-побратимы
- Острув-Мазовецка, Польша
- Изяслав, Украина